# Mantidactylus brevipalmatus
Mantidactylus brevipalmatus és una espècie de granota de la família dels mantèl·lids endèmica de Madagascar.